# 花岡和生
花岡 和生（はなおか かずお、1951年9月8日 - ）は、日本のリコーダー奏者。和歌山県出身。

## 経歴
フルートを若林正史に師事し、京都市立芸術大学では白石孝子に師事。1971年よりオランダの王立ハーグ音楽院リコーダー科に留学し、リコーダーをフランス・ブリュッヘンとリカルド・カンジに、室内楽をブルース・ヘインズ、シギスヴァルト・クイケンらに師事。1976年ソリスト・ディプロマを得て同音楽院を卒業。1977年桐朋学園大学に新設された古楽科の講師として招聘され帰国。
1978年に、同時期に帰国した有田正広、有田千代子、本間正史にヴィオラ・ダ・ガンバ奏者の中野哲也を加えたメンバーで「オトテール・アンサンブル」を結成、1979年に『18世紀フランスの室内楽』でドイツ・グラモフォンの古楽レーベル、アルヒーフからレコードデビューし、芸術祭優秀賞（レコード部門、昭和54年）を獲得する。
1996年、個人レーベルの「トラウトレコード」を設立。2005年和歌山県文化奨励賞受賞。桐朋での教え子にはリコーダー奏者の江崎浩司、小池耕平、大坪由香などがいる。